# مارک دو وال
مارک دو وال (انگلیسی: Marc de Val؛ زادهٔ ۱۵ فوریهٔ ۱۹۹۰) بازیکن فوتبال اهل اسپانیا است.
از باشگاه‌هایی که در آن بازی کرده‌است می‌توان به باشگاه فوتبال سابادل، باشگاه فوتبال رئال مادرید سی، باشگاه فوتبال دونکستر راورز، و باشگاه فوتبال رئال مادرید اشاره کرد.